# Ernst Bach
Pour les articles homonymes, voir Bach (homonymie).
Ernst Bach, né le 10 mai 1876 à Egra (Autriche-Hongrie), actuellement Cheb en Tchéquie, et mort le 1er novembre 1929 à Munich (Allemagne), est un acteur et dramaturge autrichien.

## Biographie
Il fait ses débuts comme acteur au Théâtre Raimund de Vienne en 1899. En 1903, il s'installe à Berlin au  Residenz-Theater (de), puis au   Lustspielhaus (de) en 1905, où il devient régisseur en 1906 et en 1908 oberrégisseur.
En 1909, il entame ce qui deviendra un partenariat de 20 ans avec Franz Arnold, avec qui il écrit plus de vingt pièces de théâtre, principalement des farces et des opérettes. Leur première pièce à succès fut Die spanische Fliege en 1913. Ils deviennent l'une des principales équipes de dramaturges de Weimar en Allemagne.
En 1917, il devient directeur du Münchner Volkstheater de Munich, tout en poursuivant sa collaboration d'écriture avec Franz Arnold à Starnberg. Il resta à Munich jusqu'à sa mort en 1929.

## Pièces d'Arnold et Bach
- Die spanische Fliege (1913)
- Die schwebende Jungfrau (1916)
- Die Fahrt ins Glück (1916, opérette, musique de Jean Gilbert)
- Die bessere Hälfte (1917)
- Fräulein Puck (1919, vaudeville, musique de Walter Kollo)
- Das Jubiläum (1920)
- Zwangseinquartierung (1920)
- Der keusche Lebemann (1921)
- Die Königin der Nacht (1921, opérette, musique de Walter Kollo)
- Der kühne Schwimmer (1922)
- Dolly (1923, opérette, musique de Hugo Hirsch)
- Der Fürst von Pappenheim (1923, opérette, musique de Hugo Hirsch)
- Die vertagte Nacht (1924)
- Der wahre Jakob (1924)
- Die vertauschte Frau (1924, opérette, musique de Walter Kollo)
- Olly-Polly (1925, opérette, musique de Walter Kollo)
- Stöpsel (1926)
- Hurra, ein Junge (1926)
- Unter Geschäftsaufsicht (1927)
- Arme Ritter (1928, opérette, musique de Walter Kollo)
- Weekend im Paradies (1928)
- Hulla Di Bulla (1929)

## Filmographie d'Arnold et Bach (sélection)
- 1950 : Une nuit de folie (d'après Der wahre Jakob)
- 1955 : La Mouche espagnole (Die spanische Fliege)
- 1957 : Der kühne Schwimmer (d'après Der kühne Schwimmer)